# おしえて アベマくん
『おしえて アベマくん』はODDJOB制作の日本のWebアニメ。2016年4月11日よりAbemaTVで2分枠で配信されている。
平日午前10時57分に毎日配信のショートアニメーション番組。各話2分程度、1話完結型。

## 概要
AbemaTVアニメ24チャンネル立ち上げ時に、CM枠を埋める穴埋めショートアニメとして制作を開始。2016年7月1日に新作TVアニメチャンネルが立ち上がるとこちらでも随時配信がされた。2018年現在アニメ系全チャンネルで配信されているが、新作は必ずAbemaアニメチャンネルの定時配信で行われる。完全プレスコ収録。

## 内容
AbemaTVおよびアメーバブランドのマスコットである生命体・アベマくんをはじめとした諜報部員Amebas（アメーバズ）のメンバーが、総監督であるNIGO®と共に、身近な疑問に迫る。
当初はアベマくんの持つ「素朴な疑問レーダー」に反応したものに向かい、不思議アイテムを使って直接聞くという内容であった（総尺1分）が、2018年より「素朴な疑問レーダー」の持ち主がNIGO®に変わり、AbemaTVおよびサイバーエージェントにまつわる疑問を藤田社長に問う内容となっている（総尺も約2分に拡大）。
主題歌はスチャダラパーの『ドキメキニシス』。オープニングとエンディングでは棒使い人形劇を使っての演出となっている。
おおよその台本は事前に用意されているが、アフレコ時の状況に応じ変更している。
また第108回では原作者であるNIGO®の妻、牧瀬理穂が本人役でゲスト出演。第116回ではアニメ銀魂一挙放送に合わせ、坂田銀時が登場するなど、短編アニメだが内容の振り幅は広い。

## 登場人物

### Amebas（アメーバズ）
熊のような犬のような謎の生命体。Chateau Amebaによく似たサイバーエージェント諜報部に滞在。地球の疑問を解き明かしている。
アベマ
声 - くまいもとこ
緑色。AbemaのAがモチーフ。おおむねツッコミ役。
ボンデンガ
声 - 太田哲治
紫色。AbemaのBがモチーフ。
イーヤ
声 - 佐藤貴史
黄色。AbemaのEがモチーフ。なぜかプーチン大統領を自称する。
マウンダ
声 - 太田哲治
青色。Abemaのmがモチーフ。
アメディア
声 - 田中あいみ
桃色。Abemaのaがモチーフ。アベマの妹で、頭に花飾りをつけている紅一点。

### 地球人
NIGO®
声 - 宮田幸季
アメーバズ総監督。帽子をかぶった少年のような風貌。
藤田晋
声 - 佐藤貴史
サイバーエージェントおよびAbemaTV社長。「その答えに私が答えず、だれが答えるんだ！！」が口癖。ゲスな性格。

## スタッフ
- 原作・総監督・キャラクター原案 - NIGO®
- プロデューサー - ナマイザワ クリス[6]
- 制作プロデューサー - Roger Yamaha
- 監督 - 上野勇、小泉佑太
- アニメーション - スタジオ イワエトゥンナイ
- アニメーション演出 - すぎはらちゅん
- キャラクターデザイン - シャシャミン、森忠昭
- 脚本 - ふじきみつ彦、竹村武司
- 主題歌 - スチャダラパー（SPACE SHOWER NETWORKS）
- 音楽 - YUPPA
- 音響効果 - 八木賢二郎
- 制作 - ODDJOB

## 主題歌
オープニングテーマ「ドキメキニシス」（SPACE SHOWER NETWORKS）
作詞 - M.KOSHIMA / Y.MATSUMOTO / S.MATSUMOTO / 作曲 - M.KOSHIMA / Y.MATSUMOTO / S.MATSUMOTO / 歌 - スチャダラパー